# (593) Titania
Pour les articles homonymes, voir Titania.
Ne doit pas être confondu avec Titania (lune).
(593) Titania est un astéroïde de la ceinture principale découvert par August Kopff le 20 mars 1906. Il a été ainsi baptisé en référence à Titania, reine des fées dans la pièce Le Songe d'une nuit d'été, de William Shakespeare.
Cet astéroïde est un corps céleste différent du satellite d'Uranus, Titania.

## Compléments